# Kalaly
Il Kalaly (in russo Калалы?) è un fiume della Russia europea meridionale  tributario di sinistra del fiume Egorlyk. Scorre nel Territorio di Stavropol' e nel Territorio di Krasnodar. Appartiene al bacino del Don.
Nell'alto corso il fiume scorre prevalentemente in direzione nord--est. Sfocia nell'Egorlyk a 170 km dalla foce nel distretto Krasnogvardejskij, vicino al villaggio di Privol'noe. Ha una lunghezza di 111 km. Il bacino del fiume è di 2 060 km². Il fiume attraversa vari villaggi e insediamenti rurali. Suo maggior affluente è il Raševatka (lungo 74 km).

## Storia
Sul fiume Kalaly, nel territorio del distretto di Krasnogvardejskij, il 3 aprile 1774 ebbe luogo una storica battaglia. Due reggimenti cosacchi, per un totale di mille persone, respinsero l'esercito del Khan Devlet Giray di Crimea, che li superava di numero non meno di venti volte. I cosacchi erano comandati dall'allora sconosciuto giovane Matvej Ivanovič Platov.